# Vata-féle lázadás
A Vata-féle lázadás 1045–46-ban a Magyar Királyság alföldi (főképp Békés vármegyei) területein tört ki. A királyságban zajló folyamatokkal szemben fellépők – amelyet általában a feudalizmus és a kereszténység magyar ellenzőinek neveznek – vezetője Vata volt. Valószínűleg az uralkodó osztályba beilleszkedni nem akaró urak voltak, akik meg tudták szervezni a tömegeket az erősödő állam, a fejlődő, kibontakozó feudalizmus ellen. Ideológiájuk a nemzetségi és vallási szabadság volt. A felkelésben nemcsak a korai magyar hitvilág hívei vettek részt, hanem keresztények is, maga Vata sem volt pogány. A lázadás azért kapott vallási színezetet, mert hangsúlyosan az idegen származású papok politikai befolyása ellen irányult.
A mozgalom I. András hatalomra lépése után szűnt meg, részben András erélyes fellépése következtében, részben viszont azért, mert a lázadók ezzel a megoldással megelégedtek.[forrás?]

## Vata lázadása

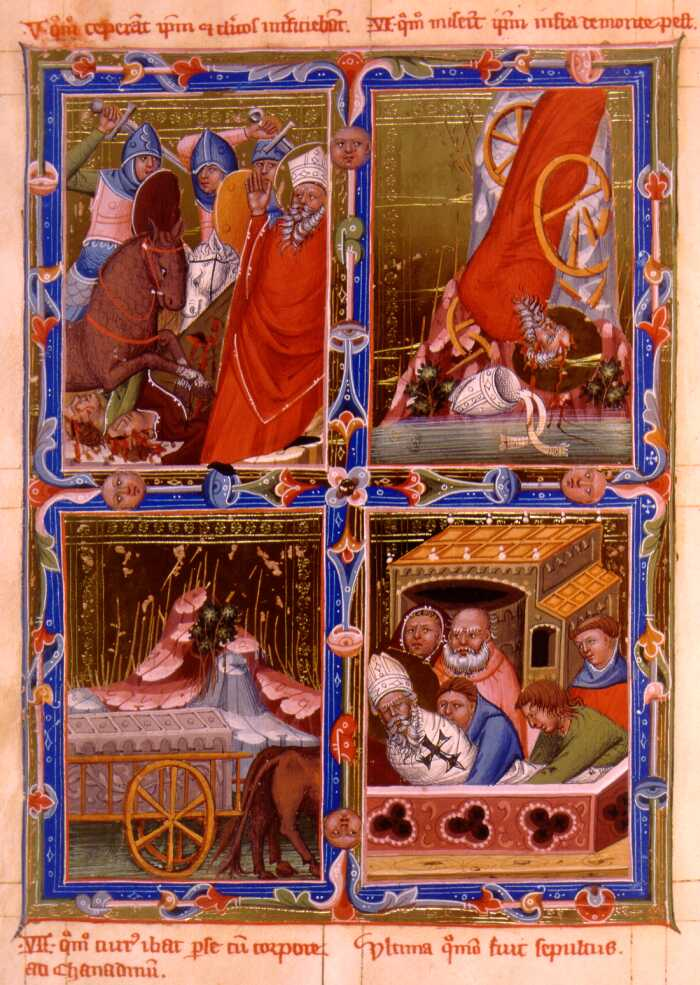
Szent Gellért legendájának részletei a Magyar Anjou-legendárium lapján: a lázadó pogányok megölik a papokat, Gellértet letaszítják a pesti hegyről, a kocsi magától Csanádra indul testével, Gellért temetése

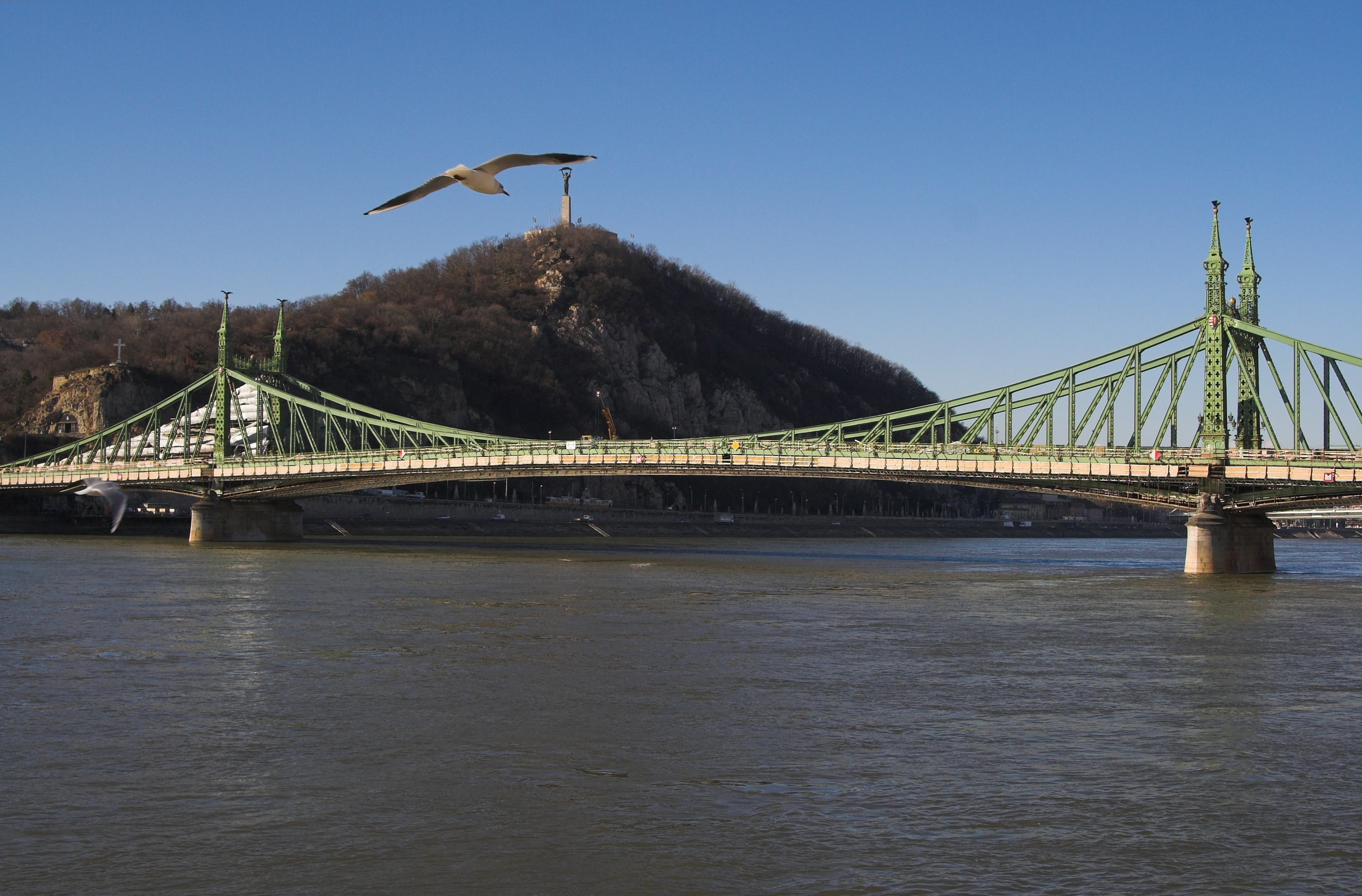
A Gellért-hegy

Orseolo Péter ellen 1045-ben két összeesküvés is szerveződött. Az elsőt Viska valamint Buja és Bonyha (az erdélyi Gyula két fia, Sarolt fejedelemasszony unokaöccsei) vezették. Céljuk Vazul fiainak az országba való visszahívása volt. Árulás folytán lelepleződtek, az összeesküvőket Péter kivégeztette vagy megvakítatta. A második összeesküvést Gellért csanádi püspök vezette, ő is a kijevi száműzetésben élő Vazul fiaknak, András és Levente hercegeknek ajánlotta fel a magyar trónt, akik elfogadták a felkérést és 1046-ban haza indultak. Egy évvel korábban a Békés vármegyei Vata nemzetségfő vezetésével nagy kiterjedésű lázadás kezdődött Péter uralma ellen. András és Levente Abaújvárra érkezésekor az elégedetlenkedő nép azt kérte tőlük, engedjék meg, hadd éljen a nép pogány módra, hadd ölhessék meg a papokat, dönthessék romba a templomokat, vethessék el a keresztény vallást – írja a későbbi (14. századi) krónika, mivel egykorú forrás nem számol be részletesen az eseményekről. A hercegek elfogadták a követeléseket a Péterrel szembeni harcért cserébe. A Vazul fiak és Vata lázadása hamar elsöpörte Péter uralmát, 1045 őszére a Dunáig birtokba vették az országot. A Képes Krónika szerint a pogányok feldúlták a templomokat, megölték a papokat. 1045. szeptember 24-én a hercegek elé menő Gellért püspököt is elfogták, és a róla elnevezett hegyről letaszították, halálának oka a politikai ambíciók voltak. A nyugatra menekülő Pétert sikerült elfogni, és megvakították, hogy az uralkodásra alkalmatlan legyen. 1045 végén Levente ismeretlen körülmények között meghalt, és testvérét I. András néven királlyá koronázták. Eddig volt érdeke Andrásnak a Vatával kötött szövetség. Koronázása után nyomban hozzákezdett a pogány mozgalom visszaszorításához.
A Képes krónika szerint: „megparancsolta tehát az egész nemzetének fejvesztés terhe mellett, hogy hagyják el a pogány szokást, amit előbb engedélyezett nekik, térjenek vissza Krisztus igaz hitére, és mindenben ama törvény szerint éljenek, amelyre Szent István király oktatta őket”.
A krónikák nem tudósítanak további eseményekről, a rend helyreállításáról. Nyilvánvalónak tűnik, hogy Vata és követői 1045–46 fordulóján téli szállásaikra vonultak vissza. 1046 tavaszára Andrásnak pedig szigorú rendelkezései és katonasága segítségével sikerült elszigetelnie a veszélyes gócokat. A mozgalmat nem lehetett újjáéleszteni. Vata további élete ismeretlen, valószínűsíthető, hogy nyugalomban és megbecsült vezetőként halt meg a 11. század közepe táján.

## Vata fia, János lázadása
Az 1061. évi székesfehérvári országgyűlésen sor került egy újabb nagy pogánylázadásra, melyet valószínűleg Vata fia, János vezetett.